# FedCon
FedCon (abréviation de Fédération Convention) est une convention de science-fiction, qui inclut aussi un peu de fantasy, en Allemagne. Star Trek est la série dominante de la convention. FedCon est la plus grande convention Star Trek et de science-fiction en Europe,.

## Histoire
La convention se déroule au printemps depuis 1992. En 2005 la convention s'est tenu à Bonn  comme de nombreuses années auparavant mais en  2006 elle se déroula à Fulda,avant de retourner à Bonn en 2007. FedCon est fréquenté par des fans de science-fiction de près de 25 à 30 pays à travers le monde et a été fréquemment présenté par le maître de cérémonies Marc B. Lee d'Orlando en Floride. FedCon a longtemps été une convention durant trois jours, mais en raison de son vingtième anniversaire la convention se déplaça à l'hôtel Maritim de Düsseldorf et devint une convention de quatre jours. En 2010, le maître de cérémonie fut Ed Wasser et en 2011 et 2012 le maître de cérémonie fut Garrett Wang,acteur de la série Star Trek: Voyager.
La FedCon a été créée par Dirk Bartholomae d'Augsbourg en Allemagne.
FedCon GmbH,la société organisatrice, organise aussi la convention Ring*Con tournant autour du Seigneur des Anneaux et du fantastique.
Contrairement à de nombreux évènements de science-fiction qui sont apparus des années 1960 aux années 1980, qui tournaient autour de la littérature de science-fiction, la FedCon se concentre surtout sur les films et les séries télévisées. Elle commença comme une convention consacrée uniquement à Star Trek avant de s'élargir aux autres séries télévisées et au cinéma.

## Invités
Commençant avec Walter Koenig, les premiers invités furent essentiellement des acteurs des différentes séries Star Trek, avant de s'élargir et d'inclure des acteurs et autres intervenants de différentes séries comme Babylon 5, Battlestar Galactica , Star Wars, Buffy contre les vampires, Farscape, Andromeda, Stargate SG-1, et Xena. Les autres invités spéciaux sont des auteurs, des scientifiques…

## FedCon USA
LaFedCon n'est pas à confondre avec la FedCon USA, une convention similaire à Dallas au Texas, en juin 2008 qui ferma pour cause de mauvaise affluence. La société organisatrice de la FedCon déclara de ne pas avoir de lien avec la FedCon USA en janvier 2008.

## Activités
- Panel de discussion avec les acteurs et autres invités.
- Sessions d'autographes.
- Sessions photo avec les acteurs.
- Discours ou autres présentations par des scientifiques et des experts à propos d'un sujet spécifique (comme le langage klingon par exemple).
- La socialisation aux soirées de la convention,où des célébrités apparaissent parfois.
- Le déguisement avec des costumes -à travers des compétitions.
- La salle des vendeurs.
- Exposition artistique - présentation de peintures, dessins, sculptures et autres travaux essentiellement sur le thème de la science-fiction et de la fantasy.
- Performance live.
- Projection de films de science-fiction, de spectacles de télévision,...
- Possibilité pour les groupes locaux de fans et les groupes de jeux de rôles de faire une représentation.

## Faits notables
En 2011, FedCon battit le record du monde du plus grand nombre de personnes avec un costume Star Trek,avec 691 personnes. Ils avaient déjà battu le record auparavant avec 507 personnes, mais ils ont été battus rapidement par une convention de Las Vegas avec 571 personnes costumées. En septembre 2011,le record a été battu à nouveau à une convention de Las Vegas avec 1040 personnes costumées.

## Editions
| FedCon                              | année                    | lieu                     | invités |
| ----------------------------------- | ------------------------ | ------------------------ | --- |
| FedCon I                            | 1–3 mai 1992             | Turmhotel Augsbourg      | Walter Koenig |
| FedCon II                           | 1–3 avril 1994           | Arabella Hotel Munich    | George Takei – Robin Curtis – Richard Arnold |
| FedCon III                          | 30 juin – 2 juillet 1995 | Sheraton Hotel Munich    | Jonathan Frakes – Brent Spiner – Eric Stillwell – Lolita Fatjo – Richard Arnold |
| FedCon IV                           | 10–12 mai 1996           | Maritim Hotel Bonn       | Walter Koenig – Denise Crosby – Armin Shimerman – Garrett Wang – Robert Picardo – Richard Arnold, Lolita Fatjo – Marc B. Lee |
| FedCon V                            | 9–11 mai 1997            | Maritim Hotel Bonn       | William Shatner – Roxann Dawson – Nana Visitor – Ethan Phillips – Chase Masterson – Mira Furlan – Marc B. Lee |
| FedCon VI                           | 17–19 avril 1998         | Maritim Hotel Bonn       | Kate Mulgrew – Robert Beltran – Tim Russ – Max Grodénchik – Nichelle Nichols – Richard Arnold – Marc B. Lee |
| FedCon VII                          | 30 avril – 2 mai 1999    | Maritim Hotel Bonn       | Leonard Nimoy – Robert Duncan McNeill – Jeri Ryan – Gates McFadden – John de Lancie – Bruce Boxleitner – Robin Atkin Downes – Richard Arnold – Marc B. Lee |
| FedCon VIII                         | 19–21 mai 2000           | Maritim Hotel Bonn       | Richard Arnold – Lolita Fatjo – Richard Herd – René Auberjonois – Marina Sirtis – Michael Dorn – Jerry Doyle – Richard Biggs – Brent Spiner – Alice Krige – Robin Atkin Downes – – Denise Crosby – Tim Russ – Chase Masterson – Marc B. Lee |
| FedCon IX                           | 6–8 avril 2001           | Maritim Hotel Bonn       | LeVar Burton – Colm Meaney – Alexander Siddig – Jennifer Lien – Claudia Christian – Richard Biggs – Robert Leeshock – Von Flores – Ted Raimi – Marjorie Monaghan – Alexandra Tydings – Manu Intiraymi – Stewart Moss – Richard Arnold – Marc B. Lee |
| FedCon X                            | 10–12 mai 2002           | Maritim Hotel Bonn       | Walter Koenig – Avery Brooks – Nicole de Boer – Robert Beltran – Robert Duncan McNeill – Garrett Wang – Dominic Keating – Dirk Benedict – Herb Jefferson – BarBara Luna – Manu Intiraymi – Carolyn Seymour – Erin Gray – Richard Arnold – Judson Scott – Richard Hatch – Peter Williams – Marc B. Lee |
| FedCon XI                           | 2–4 mai 2003             | Maritim Hotel Bonn       | Vaughn Armstrong – Nana Visitor – Linda Park – John Billingsley – Ethan Phillips – Marina Sirtis – Cirroc Lofton – Anthony Head – Ray Park – Leni Parker – Jason Carter – Gil Gerard – Robert Leeshock – Tony Amendola – Tracy Scoggins – Marc B. Lee |
| FedCon XII                          | 21–23 mai 2004           | Maritim Hotel Bonn       | Nichelle Nichols – Tim Russ – Robert Picardo – Connor Trinneer – Anthony Montgomery – Grace Lee Whitney – Robert O'Reilly – J.G. Hertzler – Musetta Vander – Virginia Hey – Ed Wasser – Julie Benz – Tom Lenk – Amber Benson – Lolita Fatjo – Larry Nemecek – Richard Arnold – Marc B. Lee – Robert Vogel |
| FedCon XIII – The lost convention   |                          |                          | Il n'y a pas eu de FedCon XIII. FedCon XII 2004 a été suivi par la FedCon XIV en 2005. |
| FedCon XIV                          | 6–8 mai 2005             | Maritim Hotel Bonn       | Jolene Blalock – Dominic Keating – Andrew Robinson – Stephen Furst – Gary Graham – Corin Nemec – Clare Kramer – J.G. Hertzler – Bobbi Sue Luther – Rick Searfoss – James Horan – Monika Schnarre – Michael David Ward – Leonard Nimoy – Brent Spiner – Kevin Sorbo – Robert Vogel – Leonard McLeod – Hubert Zitt – Marc B. Lee |
| FedCon XV – The Undiscoverd Country | 19–21 mai 2006           | Hotel Esperanto Fulda    | Patrick Kilpatrick – Walter Koenig – George Takei – Gates McFadden – Robert Beltran – Connor Trinneer – Nicole de Boer – Cirroc Lofton – Mira Furlan – Gigi Edgley – Christian Kane – Menina Fortunato – Marc Singer – Claudia Christian – Dean Haglund – Gary Jones – Clare Kramer – Andy Hallett – Tim Brazeal – Alexandra Velten – Dr. Rainer Nagel – Hubert Zitt – Richard Arnold – Marc B. Lee – Robert Vogel                                                                               |
| FedCon XVI – Droned Heart           | 8–10 juin 2007           | Maritim Hotel Bonn       | Kate Mulgrew – Jonathan Frakes – Avery Brooks – Jewel Staite – Paul McGillion – Garrett Wang – Armin Shimerman – Laura Bertram – Orli Shoshan – Robert O'Reilly – J.G. Hertzler – Suzie Plakson – Cirroc Lofton – Anthony Montgomery – Hubert Zitt – Alexandra Velten – Dr. Rainer Nagel – Robert Vogel – Marc B. Lee |
| FedCon XVII – The Lost World        | 18–20 avril 2008         | Maritim Hotel Bonn       | Brent Spiner – Marina Sirtis – LeVar Burton – Jamie Bamber – Mary McDonnell – Bruce Boxleitner – Michael Shanks – Kevin Sorbo – Michelle Forbes – Nicki Clyne – Leah Cairns – Julie Caitlin Brown – Peter Jurasik – Steve Bacic – René Auberjonois – John de Lancie – W. Morgan Sheppard – Robert Vogel – Richard Arnold – Marc B. Lee |
| FedCon XVIII – The Golden Future    | 1–3 mai 2009             | Maritim Hotel Bonn       | Edward James Olmos – Summer Glau – Nichelle Nichols – Colin Ferguson – Jordan Hinson – Christopher Judge – James Callis – Michael Hogan – John Billingsley – Robert Picardo – Nana Visitor – Connor Trinneer – Dominic Keating – Mark Sheppard – Marc Alaimo – Jeffrey Combs – Max Grodénchik – Erin Gray – Richard Hatch – Jonathan Woodward – Hubert Zitt – Alexandra Velten – Dr. Rainer Nagel – Richard Arnold – Mike Hillenbrand – Thomas Höhl – Robert Vogel – David Messina – Marc B. Lee |
| FedCon XIX – Beyond Imagination     | 30 avril – 2 mai 2010    | Maritim Hotel Bonn       | Joe Flanigan – Luciana Carro – James Marsters – David Hewlett – Terry Farrell – Michael Dorn – Gareth David-Lloyd – Aaron Douglas – Kandyse McClure – Tahmoh Penikett – Gordon Michael Woolvett – Martha Hackett – Cliff Simon – Chase Masterson – Tsuneo Sanda – David Messina – Manu Intiraymi – Suzie Plakson – Robert Vogel – Franco Urru – James Cawley – Ed Wasser |
| FedCon XX – The Sci-Fi Experience   | 28 avril – 1er mai 2011  | Maritim Hotel Düsseldorf | Richard Dean Anderson – Scott Bakula - Robert Duncan McNeill – Lance Henriksen – Wil Wheaton – Paul McGillion – Marina Sirtis – Jeremy Bulloch – Daniel Logan – Nicole de Boer – Sean Maher – Bonnie Piesse – Dirk Benedict – Tony Amendola – Kate Hewlett – Arlene Martel – Kate Vernon – Carel Struycken – Hubert Zitt – Lieven Litaer – Garrett Wang |
| FedCon XXI – The Sci-Fi Experience  | 17. - 20. Mai 2012       | Maritim Hotel Düsseldorf | Richard Dean Anderson – William Shatner - Jonathan Frakes – Gates McFadden – Joe Flanigan – Walter Koenig - J.G. Hertzler - Robert O'Reilly - Nicholas Brendon - Felicia Day - Casper Van Dien - Kai Owen - Keith Szarabajka - Erick Avari - Teryl Rothery - Kavan Smith - Matthew Bennett - Jenette Goldstein - Ricco Ross - Carrie Henn - Virginia Hey - Eddie Paskey - Garrett Wang |
| FedCon XXII –                       | 9. - 12. Mai 2013        | Maritim Hotel Düsseldorf | |